# Шилово (Гњилане)
Шилово (алб. Shillovë или Shillova) је село у општини Гњилане, Косово и Метохија, Србија.
Стариначких родова у селу нема, али су неки досељенички родови старији од албанског досељавања у Горњу Мораву. Село је у равници, као прво село идући од Гњилана за Бујановац. Село је збијеног типа и дели се у четири махале: Мечину, Дилинску, Жегранску и Банчову, Ризићи и Паунови, Станојкови, Наћкови
Атар насеља се налази на територији катастарске општине Шилово површине ? .
У попису из 1912. године наводи се да у селу има 34 српска домаћинства.
У селу постоји црква Св. Марка, грађена у периоду од 1989. до 1997. године.

## Демографија
| Етнички састав према попису из 2011.‍ | Етнички састав према попису из 2011.‍ | Етнички састав према попису из 2011.‍ | Етнички састав према попису из 2011.‍ | Етнички састав према попису из 2011.‍ |
| ------------------------------------ | ------------------------------------ | ------------------------------------ | ------------------------------------ | ------------------------------------ |
|                                      |                                      |                                      |                                      |                                      |
| Албанци                              | Албанци                              |                                      | 284                                  | 51,82%                               |
| Срби*                                | Срби*                                |                                      | 259                                  | 47,35%                               |
| остали                               | остали                               |                                      | 4                                    | 0,73%                                |
| Укупно: 547                          |                                      |                                      |                                      |                                      |

* Срби су делимично бојкотовали попис па тачан број није познат
| Демографија | Демографија | Демографија |
| Година      | Становника  | Становника  |
| ----------- | ----------- | ----------- |
| 1948.       | 729         |             |
| 1953.       | 754         |             |
| 1961.       | 894         |             |
| 1971.       | 970         |             |
| 1981.       | 1.072       |             |
| 1991.       | 1.321       |             |

## Порекло становништва по родовима
Подаци из 1929. године:
Српски родови:
- Дилинци (4 куће, славе Св. Арханђела), најстарији род у селу; досељени из прилепског краја када у Горњој Морави још није било Албанаца.
- Мечинци (3 куће, славе Св. Арханђела); старина и време досељавања исто као и код Дилинаца.
- Банчовићи (7 куће, славе Св. Арханђела), Станојковић (1 кућа, славе Св. Арханђела) и Перинци (1 кућа, славе Св. Арханђела), сви досељеници непознатог порекла.
- Ризићи (2 куће, славе Св. Димитрија), досељени из Оризара код Куманова кад Дилинци и Мечинци.
- Пасјанци (2 куће, славе Св. Андреју). Старином из Пасјана, живели у Прилепници, одакле су око 1730. године исељени због доласка Албанаца.
- Моравци (1 кућа, славе Св. Николу), досељени после Пасјанаца из Изморника.
- Џаклићи (5 куће, славе Ваведење), досељени око 1800. године из Ораовице код Прешева.
- Пауновићи (2 куће, Св. Никола), досељени са Џаклићима из истог места као рођаци по женској линији.
- Савићи (1 кућа, славе Св. Петку), досељени из Новог Брда, у селу познати под именом Петланци.[8]
- Стаменковићи (3 куће, славе Св. Николу), досељени из Страже код Гњилана
- Барбарушковци (3 куће, славе Св. Арханђела), пресељени из Доње Будриге око 1830. године као слуге. Господари Џинићи су их силом довели за слуге.
- Врањци (1 кућа, славе Св. Арханђела), исељени из Сурдулице због слабе земље и настанили се прво у Ранилугу, потом живели у Малишеву и Горњем Кусцу као слуге, па око 1860. године прешли у Шилово.
- Жеграни (4 куће, славе Св. Арханђела); пресељени из Жегре око 1870. године.
- Пасјанац (1 кућа, славе Св. Димитрија), протеран са Џинићевог имања из Пасјана и досељен као слуга. Потичу од рода Костића у Пасјану.
- Паћарци (1 кућа, славе Св. Николу); пресељени као слуге 1905. године из Цернице. Потичу од рода Петровића у Церници код Гњилана.
- Врбичани (4 куће, славе Св. Арханђела), Марковићи 1950. године презиме измењено у Петровић. Пореклом из Средске жупе, село Врбичане код Призрена основано од стране краља Милутина за опслуживање манастира Св. Архангели и цркве Св. Никола. Марковићи се досељавају у Шилово око 1890, од којих један брат Илија се сели у село Станишор Данашњи Марковићи.
- Презимена која се јављају у селу су: Гавриловић, Милосављевић, Стојковић, Станковић, Максимовић, Ризић, Трајковић, Тасић, Митровић, Миленковић, Стојановић, Антанасковић, Петровић, Симић, Дејковић, Ђокић, Цветановић, Станојковић, Марковић, Ђорђевић, Павић, Митић, Китановић, Закић, Филиповић, Васић, Јовановић, Панајотовић и друга.